# Ten Sessions
"Ten Sessions" là tập phim thứ 13 trong phần phim thứ ba của loạt phim hài kịch tình huống truyền hình dài tập Hoa Kỳ How I Met Your Mother và là tập thứ 57 trong tổng thể loạt phim, được công chiếu trên đài CBS vào ngày 24 tháng 3 năm 2008. Tập phim do hai nhà đồng sáng lập loạt phim Carter Bays và Craig Thomas chắp bút và đạo diễn bởi Pamela Fryman. Trong tập này, Ted liên tục bị từ chối hẹn hò cùng bác sĩ da liễu Stella và vô tình khiến Abby, nữ tiếp tân phòng khám nảy sinh tình cảm với anh.
Vào tháng 3 năm 2008, loạt phim xác nhận sự tham gia của nữ ca sĩ người Mỹ Britney Spears trong vai Abby. Cùng với Spears, "Ten Sessions" còn có sự góp mặt của Sarah Chalke và Marshall Manesh trong vai trò khách mời. Giới phê bình truyền hình đánh giá cao tập phim, khi tán dương cốt truyện và diễn xuất của Spears. Theo số liệu của Nielsen, "Ten Sessions" được theo dõi bởi 10.62 triệu người xem và trở thành tập phim có lượng người xem cao nhất trong phần ba của loạt phim này.

## Nội dung
Ted (Josh Radnor) đến một phòng khám da liễu để xóa đi hình xăm không mong muốn, nơi anh bị quyến rũ bởi chính bác sĩ của mình, Stella (Sarah Chalke). Họ sau đó đồng ý đi xem Plan 9 from Outer Space cùng nhau nhưng cô lại dẫn thêm bạn theo cùng, vậy nên đó không phải là một cuộc hẹn. Trong buổi điều trị tiếp theo, Stella vẫn từ chối Ted khi anh đề nghị chờ đến hết 10 buổi trị liệu để mời cô hẹn hò. Ted nghĩ sau 10 tuần lễ, cô ấy sẽ bắt đầu có cảm tình với anh nên vẫn cố gắng chờ đợi. Cho dù 5 buổi trị liệu đầu diễn ra suôn sẻ, Stella vẫn cương quyết với ý định của mình. Ted sau đó quyết định đối đãi tốt với cô tiếp tân của phòng khám, Abby (Britney Spears) để khiến Stella thấy được mặt tốt của anh, nhưng Abby lại bắt đầu có tình cảm với anh. Nổi giận vì kế hoạch không đúng như mong đợi, Ted cố đọc một quyển sách mà anh vô tình nhìn thấy trong phòng khám của Stella, khi nghĩ rằng cô quan tâm đến cuốn sách ấy. Khi Ted cố bắt chuyện về quyển sách, cô tiết lộ đó chỉ là của một bệnh nhân để quên. Abby sau đó xác nhận Ted đang đọc quyển sách đó trong phòng chờ.
Robin (Cobie Smulders) khuyên Ted nên từ bỏ Stella và tập trung vào Abby. Barney (Neil Patrick Harris) đồng tình với ý kiến trên, khi anh đã có một cuộc gặp mặt cùng Stella và tiết lộ cô ta có một sở thích kì quặc về những người đàn ông có ria mép. Cho dù Ted không tin Barney, anh vẫn cố gắng nuôi râu, khiến Stella bật cười khi thấy nó (vì một năm trước, Barney có một lời cá cược 10 đô-la cho ai lừa Ted nuôi được ria mép). Bực tức, Ted nói mình sẽ từ bỏ việc này, nhưng Lily (Alyson Hannigan) khuyên anh nên cố lần nữa vì cho dù khẳng định mình chưa gặp cô ta lần nào, Lily lại thấy Stella cũng có tình cảm với anh. Sau đó có tiết lộ rằng Marshall (Jason Segel) đã đến gặp Stella và nói chuyện về Ted, phát hiện Stella đúng thật có tình cảm với anh. Vui mừng vì Stella có để ý đến mình, Ted gạ hỏi cô hẹn hò cùng anh trong buổi trị liệu cuối cùng, nhưng cô nói mình không có thời gian cho việc hẹn hò vì đã có một đứa con gái.
Sau một lúc, Ted nhận ra cô không nói 'không' mà chỉ viện lý do không có thời gian nên quyết định đưa cô đi trong "cuộc-hẹn-2-phút" - đến ăn bữa tôi ở một bàn ăn sát bên một quán café và xem "các phần quan trọng" của Manos: The Hands of Fate dài vài giây tại một cửa hàng điện tử cách đó hai căn nhà, cùng với sự trợ giúp của Ranjit (Marshall Manesh). Buổi hẹn diễn ra tốt đẹp và Stella hứa sẽ gọi cho anh nếu cô rảnh. Cuối cùng, Abby thấy Ted đang cầm bó hoa bên ngoài phòng khám cho Stella và rượt theo anh trên đường. Sau đó, Abby kể cho Barney nghe về cách mà Ted đùa cợt với cảm xúc của cô ta, sau đó cả hai ra ngoài và ân ái cùng nhau.

## Sản xuất
"Ten Sessions" được chắp bút bởi hai nhà đồng sáng lập loạt phim Carter Bays và Craig Thomas và do Pamela Fryman tham gia làm đạo diễn chính. Vào tháng 3 năm 2008, loạt phim xác nhận việc nữ ca sĩ người Mỹ Britney Spears tham gia làm khách mời với vai Abby. Neil Patrick Harris "sửng sốt" khi biết Spears tình nguyện "đến và diễn đôi chút", khi biết rằng cô không diễn xuất trong một thời gian dài. Lần diễn xuất cuối cùng của Spears lúc đó là từ Will & Grace vào năm 2006. Harris chia sẻ với Entertainment Tonight rằng cánh săn ảnh không là vấn đề với họ, khi ghi hình tại phim trường của hãng Fox với sự bảo vệ nghiêm ngặt. Trước khi Sarah Chalke nhận vai Stella, nữ diễn viên Alicia Silverstone là lựa chọn ban đầu cho vai diễn này, nhưng cô bỏ qua dự án khi lo sợ sự xuất hiện của cô trong tập phim có thể "bị lu mờ" bởi Spears. Hai nhà đồng sáng lập loạt phim Carter Bays và Craig Thomas rất "quý" Silverstone và mong rằng cô có thể tham gia làm khách mời cho tập phim, cho dù cô không bao giờ thực hiện điều này.
Alyson Hannigan chia sẻ rằng Spears "rất vui nhộn" và cô "không hề biết rằng [Spears] lại là một người hài hước đến thế". Theo nam diễn viên Jason Segel, chính Spears là người tự ứng khẩu vài câu thoại trong tập phim và khiến "mọi người bật cười". Spears giành đề cử cho giải People's Choice Award trong hạng mục "Diễn viên khách mời yêu thích nhất" cho diễn xuất của cô trong tập phim này. "Ten Sessions" đượcông chiếu trên đài CBS tại Hoa Kỳ vào ngày 24 tháng 3 năm 2008. Trang phục của Spears trong tập phim được đưa vào một buổi đấu giá trên mạng cho Hội đồng bảo vệ tài nguyên thiên nhiên. Buổi đấu giá bắt đầu ngay sau khi tập phim kết thúc và kéo dài trong khoảng 1 tuần lễ. Chiếc đầm bó hiệu Nanette Lepore mà Spears mặc trong tập phim được bán với mức giá 1.525 đô-la Mỹ trong khi chiếc đầm thêu chào bán với giá 1.925 đô-la Mỹ.

## Tiếp nhận

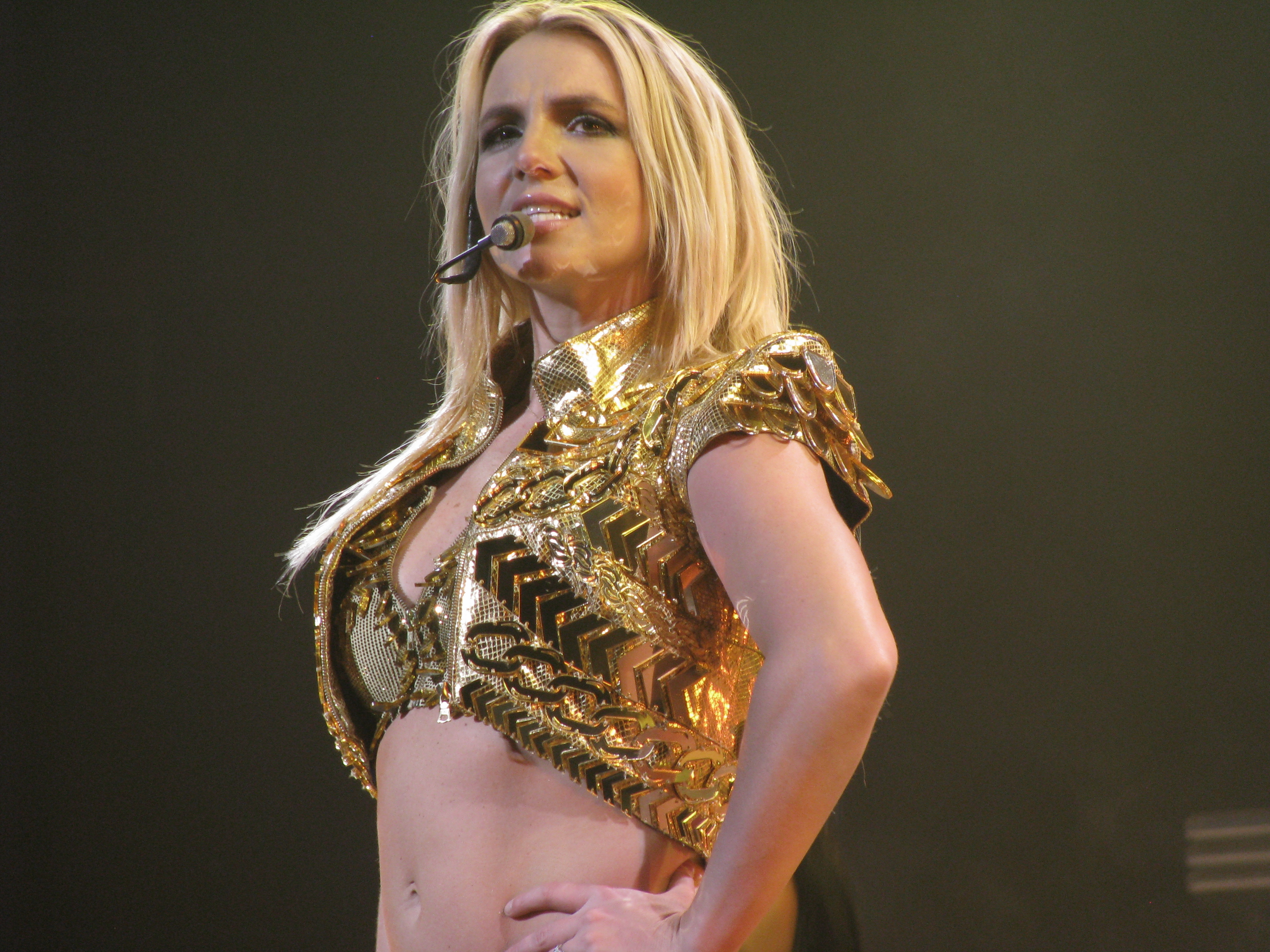
Các nhà phê bình đề cao diễn xuất của Spears trong tập phim này.

Trong lần công chiếu đầu tiên tại Hoa Kỳ, "Ten Sessions" thu hút 10.62 triệu người theo dõi, theo số liệu của Nielsen. Nó thu hút đến thêm 1 triệu khán giả so với tập trước và tăng hơn 2.4 triệu người so với lượng người xem trung bình trước sự kiện đình công của các tác giả Hoa Kỳ vào năm 2007-2008. Tập phim nhận tỉ lệ 4.5/12 lượng khán giả từ 18-49 tuổi và là chương trình có lượng người xem cao thứ tư của đêm hôm đó; đồng thời nhận lượng tỉ lệ cao nhất của loạt phim theo khẩu nhân học trải dài trong số tuổi từ 18–49. Các nhà sáng lập của tập phim khẳng định chính sự xuất hiện của Briney giúp tăng lượng người xem cho loạt phim: "...cô ấy đưa chương trình trở về đúng với quỹ đạo của nó. Nói như vậy thật không cường điệu chút nào. Britney Spears giải cứu chúng tôi khỏi việc bị đứng trước bờ vực nguy hiểm lần nữa. Cảm ơn Britney!"
Diễn xuất của Spears được tán dương bởi hầu hết các nhà phê bình. Linda Stasi của tờ New York Post cho rằng Spears trông "thon thả [...] gọn gàng và quyến rũ" và "diễn xuất của cô ấy hoàn toàn đáng mến một cách khó tin". Stasi cũng cho rằng vai diễn của Spears là một điểm nhấn của tập phim này. David Hinckley từ New York Daily News cũng đồng tình với quan điểm trên, quả quyết cô ấy "chứng tỏ [rằng] cô có thể diễn đạt như cách mà cô hát vậy". Michelle Zoromski từ IGN chỉ rõ sự góp mặt của cô trong tập phim này là "sự chuyển đổi lớn sau nhiều lần xuất hiện trước công chúng gần đây của cô ấy", nhưng vẫn cho rằng vai diễn vẫn còn "đôi chút gượng ép và không có tính kết nối như nhiều vai diễn khách mời trước đây trong chương trình này". Donna Bowman từ The A.V. Club cũng cho thấy sự thờ ơ với diễn xuất của Britney trong tập phim này. Bowman cho rằng: "Tập phim lớn của Britney, từ đây sẽ được biết đến khi không thể nào rũ bỏ hết sự cáu kỉnh đi mất. Bạn có thể nói điều này đến cho đội ngũ [của How I Met Your Mother]: Họ muốn giảm tối thiểu các yếu tố quấy rầy từ các nhân vật khách mời. Britney chỉ là một chương trình bên lề và cô có được đôi chút tiếng cười, nhưng không thể chiếm hết toàn bộ thời lượng phát sóng."
Nhìn chung, "Ten Sessions" nhận được sự đón nhận nồng hậu từ phía các nhà phê bình truyền hình. Bowman cho tập phim này điểm 'B' và có một cái nhìn khắt khe về "Ten Sessions". Cô cho rằng: "tập phim này không hẳn là một điểm nhấn trong suốt thời gian phát sóng. Mở đầu tập phim khá chậm, giống hệt như nhiều tập phim khác' 'Ted là bậc thầy của hẹn hò, cuộc-hẹn-2-phút của anh trông giống như một trò đùa quái gở chỉ để nhìn nhận một cách đầy yêu mến, nếu bạn là người bị anh chàng này 'tán tỉnh'. Tôi cũng muốn yêu thích nó lắm đấy chứ. Có lẽ nó sẽ gần thuyết phục được tôi nếu Elliot từ Scrubs thích nó, cái cách mà cô ấy cảm nhận sự lãng mạn vô vị ấy ra sao. Nhưng không - đó chỉ là một điểm quá nặng nề trên nấc thang của sự cố-gắng-quá-sức." Ngược lại, Zoromski cho tập phim điểm 8.9/10, khi cho rằng nó "tuyệt vời". Anh ấy nghĩ rằng tập phim này là một sự tiến triển hơn nhiều so với tập trước và khẳng định loạt phim trở lại thời kì ổn định.